# Subselliflorae
Sous-ordre
Les Subselliflorae sont un sous-ordre d'animaux de l'embranchement des cnidaires. Ces animaux vivent la moitié du corps enfouie dans le sédiment.

## Liste des familles
Selon World Register of Marine Species (22 mai 2022) :
- famille Balticinidae Balss, 1910
  - genre Balticina Gray, 1870
- famille Pennatulidae Ehrenberg, 1834 -- pennatules
  - genre Alloptilella Li, Zhan & Xu, 2021
  - genre Crassophyllum Tixier-Durivault, 1961
  - genre Gyrophyllum Studer, 1891
  - genre Pennatula Linnaeus, 1758
  - genre Pteroeides Herklots, 1858
  - genre Ptilella Gray, 1870
  - genre Ptilosarcus Verrill, 1865
  - genre Sarcoptilus Gray, 1848
- famille Virgulariidae Verrill, 1868 -- virgulaires
  - genre Acanthoptilum Kölliker, 1870
  - genre Grasshoffia Williams, 2015
  - genre Scytaliopsis Gravier, 1906
  - genre Scytalium Herklots, 1858
  - genre Stylatula Verrill, 1864
  - genre Virgularia Lamarck, 1816

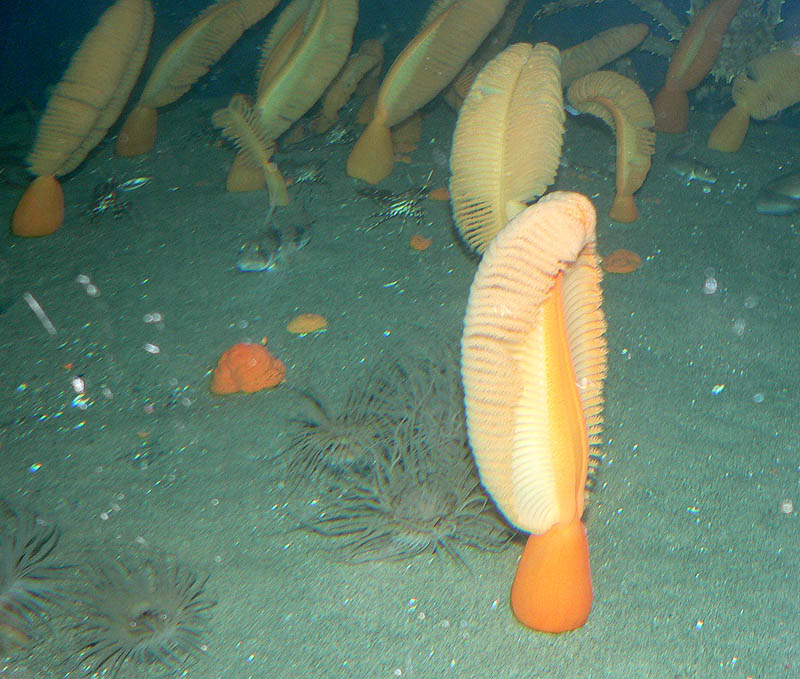
Ptilosarcus gurneyi (Pennatulidae)
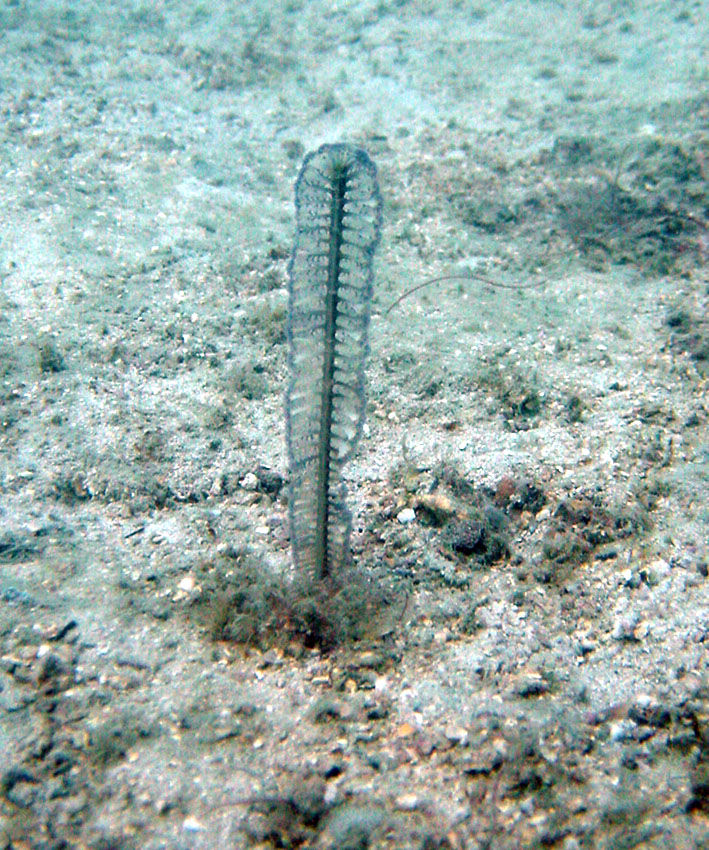
Virgularia gustaviana (Virgulariidae)